# 中坝街道 (江油市)

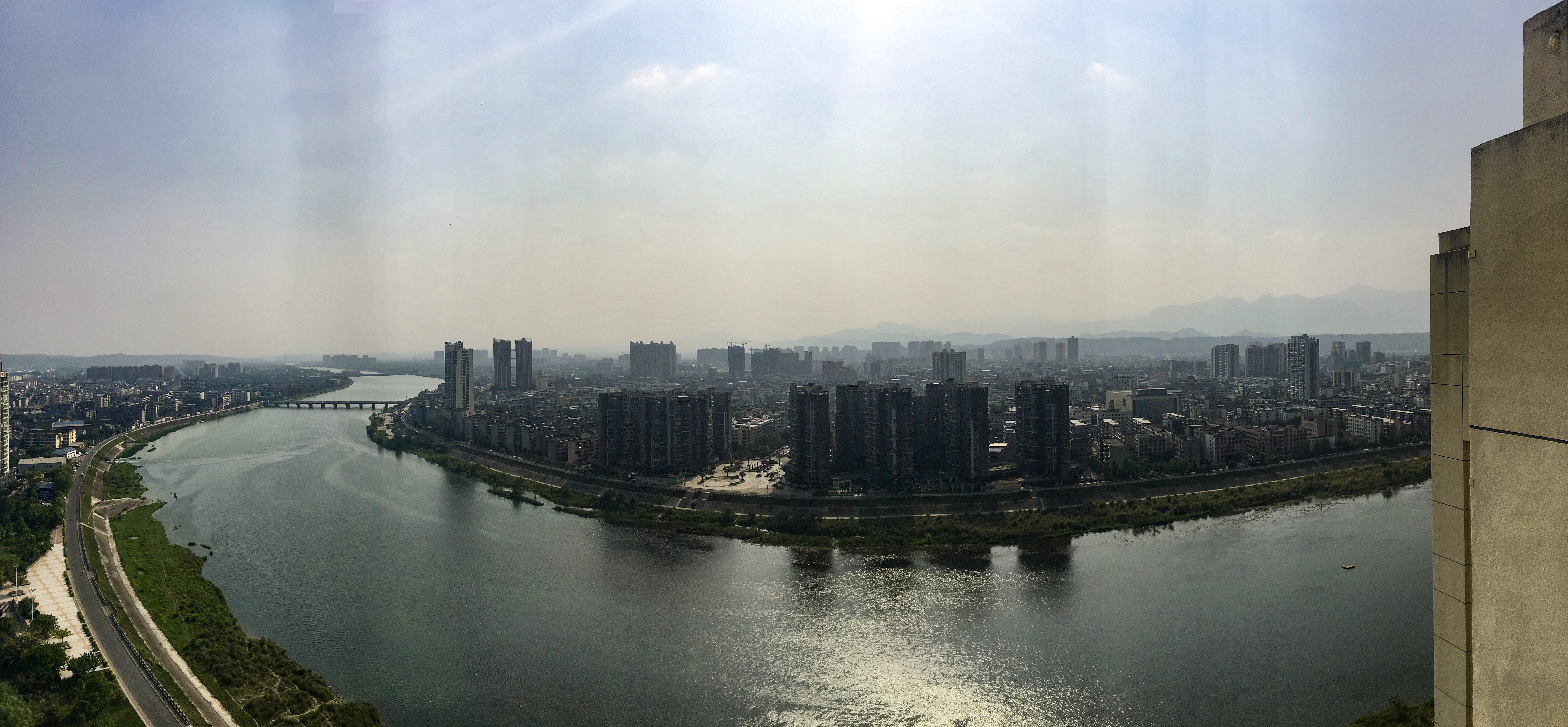
江油市中坝街道全景

中坝街道原名中坝镇，是中华人民共和国四川省绵阳市江油市下辖的一个乡镇级行政单位，江油市政府在2018年7月18日撤销中坝镇，设立中坝街道。同时，它也是江油市市政府驻地，江油市中心城区。

## 行政区划
中坝街道下辖以下地区：
天宝社区、东胜社区、太白社区、涪江社区、金轮社区、明月社区、画屏社区、桃源社区、纪念碑社区、明珠社区、大河社区、昌明社区、涪利社区、诗仙社区、银河社区、华丰社区、滨江社区、花园社区、天府社区、新场社区、先锋社区、幸福村、金轮村、城北村和华丰村。